# سیاه‌خروس قفقازی
سیاه‌خروس قفقازی (نام علمی: Lyrurus mlokosiewiczi) نام یک گونه از تیره قرقاولان است.